# ALYREF
ALYREF (англ. Aly/REF export factor) – білок, який кодується однойменним геном, розташованим у людей на короткому плечі 17-ї хромосоми.  Довжина поліпептидного ланцюга білка становить 257 амінокислот, а молекулярна маса — 26 888.
| 10         |  | 20         |  | 30         |  | 40         |  | 50         |
| ---------- |  | ---------- |  | ---------- |  | ---------- |  | ---------- |
| MADKMDMSLD |  | DIIKLNRSQR |  | GGRGGGRGRG |  | RAGSQGGRGG |  | GAQAAARVNR |
| GGGPIRNRPA |  | IARGAAGGGG |  | RNRPAPYSRP |  | KQLPDKWQHD |  | LFDSGFGGGA |
| GVETGGKLLV |  | SNLDFGVSDA |  | DIQELFAEFG |  | TLKKAAVHYD |  | RSGRSLGTAD |
| VHFERKADAL |  | KAMKQYNGVP |  | LDGRPMNIQL |  | VTSQIDAQRR |  | PAQSVNRGGM |
| TRNRGAGGFG |  | GGGGTRRGTR |  | GGARGRGRGA |  | GRNSKQQLSA |  | EELDAQLDAY |
| NARMDTS    |  |            |  |            |  |            |  |            |

A: Аланін

D: Аспарагінова кислота

E: Глутамінова кислота

F: Фенілаланін

G: Гліцин

H: Гістидин

I: Ізолейцин

K: Лізин

L: Лейцин

M: Метіонін

N: Аспарагін

P: Пролін

Q: Глутамін

R: Аргінін

S: Серин

T: Треонін

V: Валін

W: Триптофан

Кодований геном білок за функцією належить до шаперонів. 
Задіяний у таких біологічних процесах як взаємодія хазяїн-вірус, процесінг мРНК, сплайсінг мРНК, транспорт, транспорт мРНК. 
Білок має сайт для зв'язування з РНК. 
Локалізований у цитоплазмі, ядрі.